# Tử Dương
Tử Dương (chữ Hán phồn thể: 紫陽縣, chữ Hán giản thể: 紫阳县, âm Hán Việt: Tử Dương huyện) là một huyện thuộc địa cấp thị An Khang, tỉnh Thiểm Tây, Cộng hòa Nhân dân Trung Hoa. Huyện này có diện tích 2204 ki-lô-mét vuông, dân số năm 1999 là 348.814 người., năm 2002 là 340.000 người. Mã số bưu chính Tử Dương là 725300. Về mặt hành chính, huyện Tử Dương được chia thành 16 trấn, 9 hương.
- Trấn: Thành Quan, Hao Bình, Hướng Dương, Hán Vương, Cao Kiều, Song Kiều, Mao Bá, Ban Đào, Cao Than, Hồi Thủy, Động Hà, Hồng Xuân, Hoán Cổ, Ngõa Miếu, Ma Liễu.
- Hương: Song An, Kim Xuyên, Đông Mộc, Liêu Nguyên, Ba Tiêu, Quảng Thành, Nhiễu Khê, Liên Hợp, Giới Lĩnh, Miêu Hà.